# Московсько-булгарська війна
Московсько-булга́рська війна́ (Булгарський похід) — збройний конфлікт у 1376 між московським та Булгарським улусами Золотої Орди. 
Похід на Булгар був організований князем московського улусу Дмитром Донським та князем нижньогородсько-суздальським Дмитром Суздальським. Московське військо очолювали воєвода Дмитро Боброк-Волинський, князі Василь Кирдяпа та Іван Дмитрович. Оборону Булгарського улусу очолив емір Хасан-хан (в московських літописах — Асан), а його військами командував султан Мухамад (Махмат-султан), що належали до партії Мамая.
Під час походу було знищено багато сіл і людей в Булгарії.
16 березня 1376 нападники підійшли до Булгара й розбили під його стінами Хасан-хана. Переможені татари втекли за міські мури й згодом капітулювали, сплативши 5 000 рублів (відрубаних шматочків Київських гривнів). Московитів посадили свого митника в Булгарі, а місто пообіцяло сплачувати щорічну данину Москві. Також московські князі конфіскували усі булгарські гармати й встановили їх на московському кремлі.